# Heiner Koch
Heiner Koch (n. Düsseldorf, Alemania, 13 de junio de 1954) es un arzobispo católico, profesor, teólogo y filósofo alemán. Al terminar sus estudios superiores, en 1980 fue ordenado sacerdote para la arquidiócesis de Colonia, en la cual durante años ha desempeñado todo su ministerio sacerdotal y a partir de 2006 fue nombrado obispo auxiliar, además de ser obispo titular de Ros Cré.
Luego en enero de 2013 fue nombrado Obispo de Dresde-Meißen, diócesis de la cual dos años más tarde fue Administrador Apostólico durante un período de sede vacante.
Actualmente desde el día 8 de junio de 2015 tras haber sido nombrado por el Papa Francisco, es el nuevo Arzobispo Metropolitano de Berlín, en sucesión del cardenal Rainer María Woelki.

## Inicios y formación
Nació un 13 de junio del año 1954 en la ciudad alemana de Düsseldorf, perteneciente al estado federal de Renania del Norte-Westfalia.
Pasó su infancia y juventud en su ciudad natal, concretamente en el distrito de Ellen, donde asistía a la parroquia de Santa Gertrudis de Helfta en la que era monaguillo y pertenencia a la asociación de jóvenes católicos. 
Después de completar sus estudios secundarios en el instituto "Geschwister-Scholl-Gymnasium", decidió seguir su vocación religiosa y eso le llevó a matricularse en la Universidad de Bonn para estudiar Teología, Filosofía y Ciencias de la educación. Allí tras completar esos estudios obtuvo un Doctorado en Teología, con una tesis sobre "La liberación como una perspectiva fundamental de la educación religiosa cristiana".
Desde esa época es miembro de la comunidad de teólogos "VKTh. Borgoña de Bonn".

## Ministerio sacerdotal
Después de finalizar sus estudios universitarios fue ordenado sacerdote por el cardenal Joseph Höffner en la Catedral de Colonia el 13 de junio de 1980, que concretamente era el día de su vigésimo sexto cumpleaños. 
Como sacerdote fue incardinado para la arquidiócesis de Colonia, en la cual desempeñó todo su pastorado.
Su primer puesto pastoral fue el de vicerrector de la Iglesia de San Martino en la ciudad de Kaarst, donde permaneció hasta finales de 1983. En los siguientes seis años el foco de su trabajo se centró en los jóvenes, siendo presidente de la Federación de la Juventud Católica Alemana en el decanato de la ciudad de Neuss, a partir del 1 de abril de 1984 trabajando como capellán universitario en la Universidad de Düsseldorf y al mismo tiempo actuando como vicario cooperativo en la Iglesia de St. Paul en Düsseldorf.
A nivel diocesano desde 1989 ha estado a cargo del cuidado pastoral para adultos y ese mismo año comenzó a trabajar en el vicariato de la arquidiócesis de Colonia, también fue presidente de la Comunidad de Mujeres Católicas de la ciudad y rector de la Iglesia de la Asunción. 
El 1 de noviembre de 1992 asumió la división principal de atención pastoral en el vicariato general y desde 1993 hasta los próximos cinco años fue una pastor en la Catedral de Colonia. Luego el 1 de agosto de 1998 con motivo del 750 aniversario de la colocación de la primera piedra, se convirtió en el Canónigo de la catedral. 
Al mismo tiempo, desde 1995 hasta el 2014 fue presidente nacional de la Liga de hermandades históricas de tiradores alemanes (en alemán: "Historischer Deutschen Schützenbruderschaften), ha sido jefe del Departamento de Atención Pastoral, desde octubre de 2002 fue procurador general de la arquidiócesis, miembro y secretario general del comité para la organización de la 20.ª Jornada Mundial de la Juventud 2005 que tuvo lugar del 15 al 20 de agosto en Colonia.
Posteriormente fue elegido miembro y capellán magisterial de la Soberana Orden de Malta.

## Episcopado

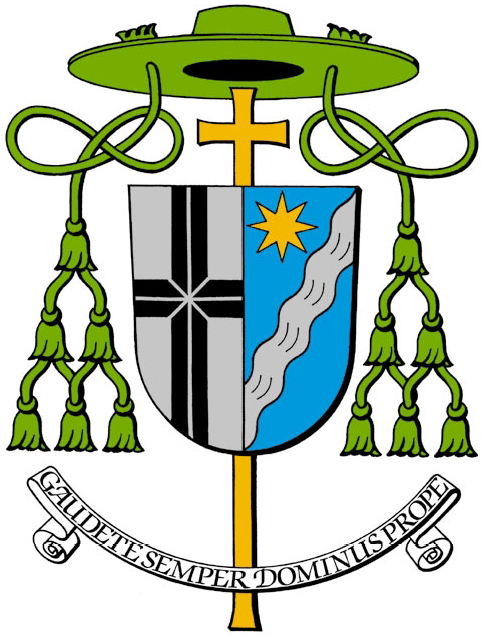
Su escudo como Obispo Auxiliar de Colonia.

### Obispo Auxiliar de Colonia
El 17 de marzo de 2006, el Papa Benedicto XVI le nombró Obispo Auxiliar de la arquidiócesis de  Colonia y obispo titular de la antigua sede eclesiástica de Ros Cré. 
Tras ser elevado a obispo se puso como lema episcopal la frase "Gaudete semper Dominus prope", que traducido al español significa "Siempre regocíjate, el Señor está cerca". Proviene de la Epístola a los filipenses (Fil 4: 4-5).
Recibió la consagración episcopal el día 7 de mayo de ese mismo año en la Catedral de Colonia, a manos del entonces Cardelnal-Arzobispo Metropolitano, Joachim Meisner en calidad de consagrante principal. Sus co-consagrantes fueron los también obispos auxiliares, Manfred Melzer y Rainer María Woelki.
Como obispo auxiliar de Colonia tuvo que desempeñarse en la labor de vicario episcopal para el cuidado pastoral de católicos extranjeros pertenecientes a la arquidiócesis y el cuidado pastoral en el Distrito Sur, que es un área con más de 600.000 católicos y una circunscripción que incluye la ciudad de Bonn, los distritos de Rin-Sieg, Renania-Berg, Euskirchen y Altenkirchen. 
También desde febrero de 2010 fue profesor representante de la Conferencia Episcopal de Alemania para el cuidado pastoral de la lengua alemana en el extranjero y desde el 25 de abril de 2012 fue presidente de Cáritas diocesana de Colonia.

### Obispo de Dresde-Meißen
El 18 de enero de 2013, el Papa Benedicto XVI como XLIX Obispo de la diócesis de Dresde-Meissen, en sucesión de Joachim Reinelt que presentó su renuncia canónica tras alcanzar los 75 años, que es la edad de jubilación canónica.
Dentro de esta nueva diócesis fue el obispo número 49 y el día 16 de marzo tomó posesión oficial de este cargo tras una solemne ceremonia de bienvenida que tuvo lugar en la Catedral de la Santísima Trinidad (Hofkirche).
Durante esta época, con motivo de la Asamblea Plenaria de la Conferencia de Obispos Alemanes en el otoño de 2014 fue elegido presidente de la Comisión Episcopal de Matrimonio y Familia. Además fue nombrado miembro de la conferencia conjunta entre la Conferencia Episcopal Alemana y el Comité Central de los católicos alemanes (ZDK).

### Arzobispo de Berlín
El 8 de junio de 2015, el Papa Francisco lo nombró X arzobispo metropolitano de la arquidiócesis de Berlín, que es una de las sedes eclesiásticas más importantes de toda Europa. Sustituye al cardenal Rainer María Woelki que pasa a ser el nuevo Arzobispo Metropolitano de Colonia.
Once días después, el 29 de junio durante la Solemnidad conjunta de San Pedro y San Pablo se trasladó a la ciudad de Roma, donde en la Basílica de San Pedro de la Ciudad del Vaticano recibió el palio, que es un símbolo de unión y comunión entre el metropolitano y la Santa Sede.
Canónicamente tomó posesión oficial en la Catedral de Santa Eduvigis de Berlín el 19 de septiembre, estableciéndose como el décimo arzobispo metropolitano. Esta ceremonia fue presidida por el Obispo de Görlitz, Wolfgang Ipolt, por el Nuncio Apostólico en Alemania, Nikola Eterović, y por su predecesor Rainer María Woelki.
Durante su homilía de bienvenida rogó a los cristianos a que no excluyeran a los débiles, a los pobres, a los moribundos y especialmente a los refugiados. El arzobispo concluyó diciendo que "si es necesario, irá a las calles y en las calles a expresará todo esto".
Su nuevo escudo de armas combina con el escudo del arzobispado de Berlín. Los cuatro campos muestran los escudos de armas de los obispados predecesores: Brandeburgo, Havelberg, Cammin y Lebus. La estrella en el signo del corazón es un símbolo de la Virgen María como Stella Maris y al mismo tiempo recuerda a la estrella de Belén, que llevó a los Reyes Magos hacia la escena de la Natividad (Evangelio de Mateo 2,2 UE), los cuales son adorados en el Relicario de los Tres Reyes Magos en la Catedral de Colonia. El agua que fluye se refiere a Cristo como la fuente de la vida eterna (Evangelio de Juan 4,14  UE). El río "muestra la estrecha relación del arzobispo con Renania en la Arquidiócesis de Colonia, en el Río Elba, que fluye a través de su anterior diócesis de Dresde-Meißen, así como en el Río Esprea y el Havel, los ríos de su actual hogar, la Arquidiócesis de Berlín."
Cabe destacar que el mismo día que fue nombrado arzobispo de Berlín, también fue nombrado administrador apostólico de la diócesis de Dresde-Meißen, de la cual fue obispo anteriormente. Ocupó el cargo de administrador apostólico hasta el 29 de abril de 2016 que fue nombrado como nuevo obispo, Heinrich Timmerevers.
Junto al Cardenal-Arzobispo Metropolitano de Múnich y de Frisinga, Reinhard Marx y al Obispo de Osnabrück, Franz-Josef Hermann Bode, fue elegido por la Conferencia Episcopal de Alemania como delegado para asistir a la XIV Asamblea General Ordinaria del sínodo de obispos, celebrada en la Ciudad del Vaticano entre los días 4 y 25 de octubre de 2015. En esta ocasión fue un orador del círculo de habla alemana, informando de los resultados de su grupo a la asamblea reunida.
Actualmente dentro de la Conferencia Episcopal es Presidente de la Comisión para el Matrimonio y la Familia, Presidente de la Subcomisión para Europa Central y Europa Oriental (en particular, RENOVABIS) y es miembro de la Conferencia Conjunta y el Comité Central de los Católicos Alemanes.

## Títulos y condecoraciones

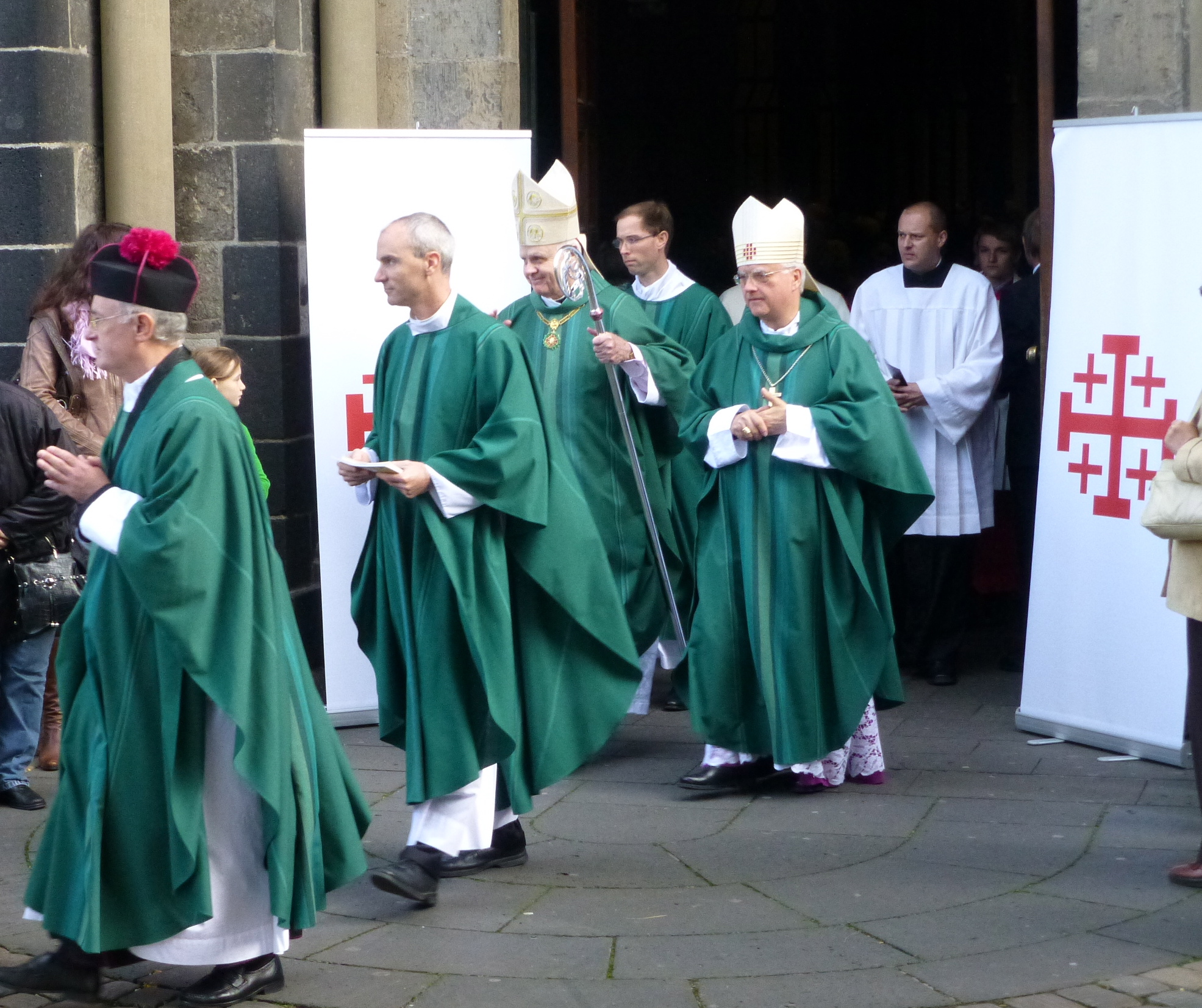
Durante su investidura en la Orden de Malta.

A lo largo de toda su carrera, durante todos estos años ha sido receptor de numerosos títulos y condecoraciones.
Entre ellas se encuentran la de Capellán de Su Santidad (1993); Miembro honorario de la fraternidad católica "KDSt.V. Burgundia (Leipzig) Dusseldorf en CV" (1996); Prelado de Honor de Su Santidad (1996); Miembro y Capellán Magisterial de la Soberana Orden Militar y Hospitalaria de San Juan de Jerusalén, de Rodas y de Malta (2002); Miembro honorario del "St. Sebastianus-Schützenverein Düsseldorf-Eller e. V." (2004); Senador honorario de la Sociedad del Carnaval de Düsseldorf "Weissfräcke e. V." (2006); Funcionario honorario y desde 2007 "obispo de regimiento" de la "Colonia Prinzen-Garde 1906 e. V."; pertenece a la Orden del Mérito de Renania del Norte-Westfalia (2007); Miembro honorario de la fraternidad católica "KD St.V. Alania Bonn en CV" (2009); Presidencia federal honoraria de la "Federación de Schützenbruderschaften" (2013); Miembro honorario de la Federación de San Sebastianus-Schützenjugend (BdSJ) (2013); Portador de la Gran Cruz a la Cruz de Honor de San Sebastián de la Federación de Hermanos de la Guerra Alemanes Históricos (2015); Capellán de campo y miembro fundador de Kaarster Schützenenzug "Koch'sche Jonges" (2017) y Miembro honorario de la fraternidad católica "WK St. V. Unitas Berlin en la UV" (2017).